# Vitória da Conquista (tiểu vùng)
Vitória da Conquista là một tiểu vùng thuộc bang Bahia, Brasil. Tiều vùng này có diện tích 18814 km², dân số năm 2007 là 617020 người.